# Favorlang

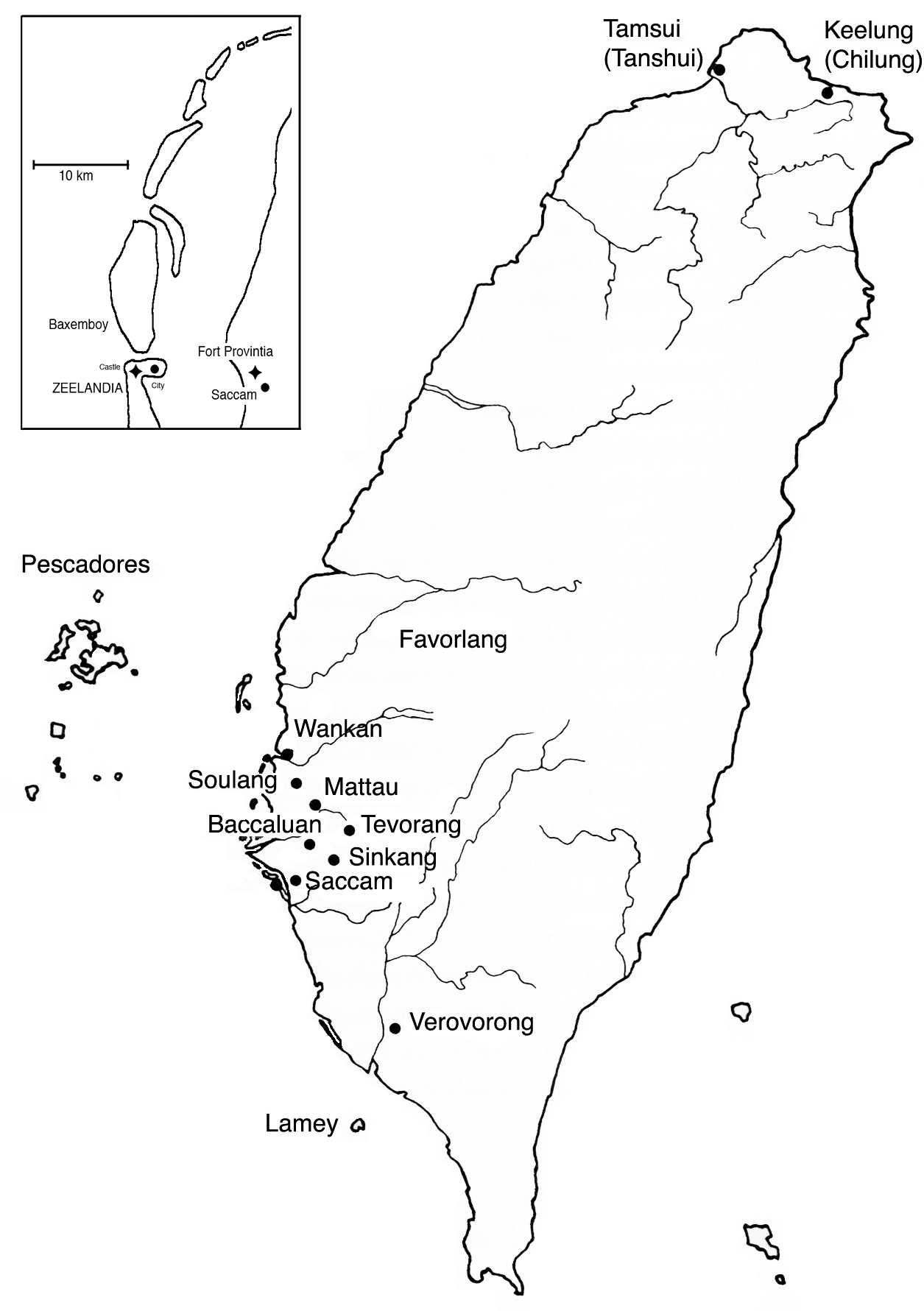
De regio Favorlang ten noorden van de zeven belangrijkste dorpen van de Siraya's

Favorlang was de historische naam voor een dorp en een regio in het centrale deel van het eiland Formosa, het huidige Taiwan. De Favorlangers waren een van de oorspronkelijke Austronesische volken van Formosa die tezamen ook wel aangeduid worden als Taiwanese aboriginals. De regio maakte deel uit van het gebied dat de VOC tijdens de periode als Nederlands-Formosa (1622-1662) bestuurde. De regio lag ten noorden van het gebied van het volk van de Siraya's die in 1635 gedwongen werden de Nederlandse autoriteit te erkennen.
In de periode 1636-1642 vonden een aantal strafexpedities plaats tegen de Favorlangers. In 1642 worden ook zij gedwongen die autoriteit te erkennen. Teneinde een zo goed mogelijk economisch resultaat uit de regio te halen moedigde de VOC immigratie van Chinezen naar de regio aan. De eerste wat meer omvangrijke migratie van Chinezen naar het eiland dateert ook uit deze periode. Er zijn een aantal Nederlandse zendelingen in dienst van de VOC in Favorlang werkzaam geweest. Enkelen hebben daarvan hebben bewaard gebleven christelijke literatuur in het Favorlangs geschreven.

## Vestiging van het Nederlands gezag in Favorlang
In 1635 was het gebied van de Siraya's geheel onder Nederlandse autoriteit gebracht. Het noorden van dat gebied grensde aan het zuidelijk deel van de regio Favorlang. De uitbreiding van het gezag in het gebied van de Siraya's was de uitdrukkelijke wens geweest van de daar werkzame zendelingen, Georgius Candidius en Robertus Junius. Uitbreiding van het werkgebied van de zending en dat van het Nederlands gezag waren onderling gerelateerd. De uitbreiding van het gezag naar Favorlang werd vooral ingegeven door economische motieven. Het was de wens van de VOC de handel in hertenhuiden te monopoliseren en sterk te vergroten.

### Monopolie op de handel in hertenhuiden

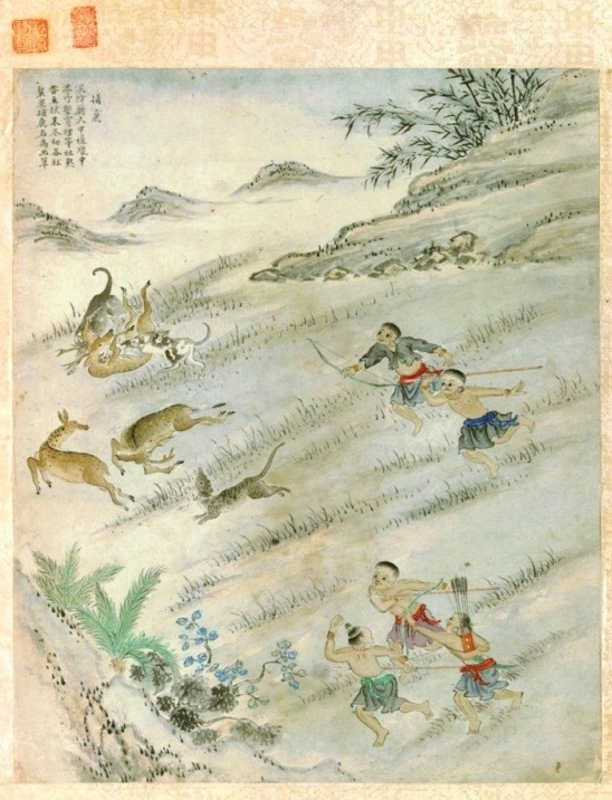
Hertenjacht op Formosa. Deze tekening dateert van omstreeks 1745

Vanaf 1635 ging de VOC trachten de zeer lucratieve handel in huiden van het sikahert geheel te controleren. Het hert kwam in kudden van duizenden op het eiland en met name in de regio Favorlang voor. Chinezen brachten het hertenvlees naar de Chinese markt en verkochten de huiden vooral op de Japanse markt. De compagnie ontwierp een vergunningensysteem. Er werd daarin bepaald dat alle huiden alleen aan de VOC konden worden verkocht. Het gevolg was dat de VOC in de periode van 1635 tot 1644 ruim 600.000 huiden met een waarde van 240.000 guldens naar Japan verscheepte.
Er was al een vergunningensysteem voor visrechten voor Chinese vissers die aan de zuidwestelijke kust vooral op harders visten. Er werd nu een systeem van vergunningen ontworpen voor Chinese jachtgroepen waarvoor betaald moest worden. De zendeling Robert Junius verleende die vergunningen in het gebied van de dorpen van de Siraya's. Het resultaat was dat Chinese groepen en inheemse jagers concurrenten van elkaar werden. De laatsten jaagden op de herten vooral met strikken. Een deel van de Chinese jagers deed dat met valkuilen. Een strik kon slechts een hert per keer vangen en/of doden. Een valkuil kon ongeveer 500 herten per maand opleveren.
Sommige groepen Chinese jagers betraden ook gebied dat de Favorlangers als hun traditionele jachtgebied beschouwden. Dat leidde tot furieuze reacties van de bewoners van het dorp Favorlang. (De geografische locatie van het dorp was in het huidige arrondissement Yunlin.) Het was een van de grootste dorpen op het eiland met ruim 7000 inwoners. Teneinde de Chinese vergunninghouders te beschermen vond eind 1637 een eerste strafexpeditie naar het dorp Favorlang plaats. Twee maanden later accepteerde het dorp in naam de Nederlandse autoriteit. Vanaf dat moment konden de Chinese jachtgroepen ook een vergunning krijgen te jagen in het het gebied van Favorlang. Chinezen werden ook aangemoedigd zich daar permanent te vestigen om daar rijst en later suikerriet te verbouwen. De situatie was gecompliceerd omdat er ook nog Chinese groepen waren die al voor de introductie van het vergunningensysteem met de Favorlangers handel hadden gedreven en zich ook door de Chinezen met vergunning in hun economisch bestaan bedreigd voelden.
De laatste strafexpeditie vond eind 1641 plaats. In februari 1642 werd uiteindelijk iets van een vredesverdrag gesloten. De dorpen in de regio Favorlang erkenden de finale Nederlandse autoriteit over hun gebied. De Favorlangers kregen de verantwoordelijkheid te voorkomen dat Chinese groepen zonder vergunning in het gebied zouden kunnen jagen.

## Religie van de Favorlangers
Er is van de religie en de sociale normen van de Favorlangers veel minder bekend dan dat van de Siraya's. Er is ook niets van een etnografisch rapport zoals Candidius over de Siraya's schreef. Duidelijk is echter dat de religie een monotheïstische grondslag had. Uit het werk van Nederlandse zendelingen in het gebied van Favorlang wordt ook duidelijk dat die god Haibos genoemd werd. Haibos had twee naturen; een goedaardige en een kwaadaardige natuur. Haibos had de wereld geschapen en was goed en vriendelijk voor diegenen die hem aanbaden. Zijn kwaadaardige natuur zorgde er echter ook voor dat Favorlangers ziek werden en hun zielen weggenomen werden. Net als de Siraya's hadden de Favorlangers jaarlijks een aantal perioden van religieuze festiviteiten waarin veel geoorloofd was. Er waren zowel mannelijke als vrouwelijke priesters die de verbinding waren tussen de bevolking en de godheid. Daarnaast was er nog een rol voor een vogel die adam werd genoemd en een aantal voorspellingen kon doen. Als de vogel twee of vier keer geluid maakte betekende dit dat ongeluk nabij was. Als de vogel een, drie of vijfmaal geluid maakte kon geluk verwacht worden.

## De taal Favorlang

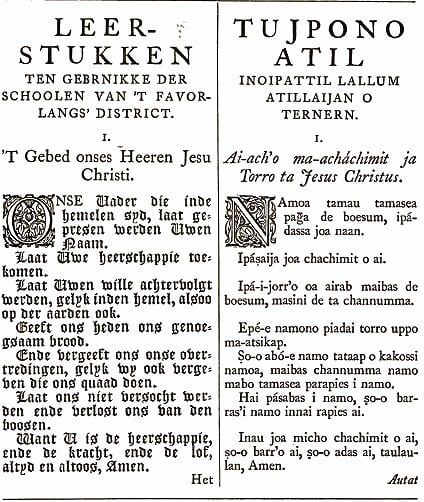
Voorblad van Leerstukken : Ten gebruike der schoolen van 't Favorlangs' district. Druk 1888 van het Bataviaas Genootschap

De taal Siraya was de belangrijkste voertaal in die regio. De Favorlangse taal was minder representatief in die regio. Nederlandse bronnen uit de zeventiende eeuw benoemen voor deze regio ook nog een Tarrokaeyse spraecke en een bergsche spraecke die gesproken werd in het berggebied in het oosten van Favorlang. Een aantal Nederlandse zendelingen hebben literatuur in het Favorlangs geschreven. De meest productieve van hen was Jacobus Vertrecht, die gestudeerd had aan het Indisch seminarium. Hij vertaalde het Onzevader, de Tien geboden, een groot aantal gebeden, christelijke aforismes, een catechismus en een aantal preken op basis van een aantal Bijbelteksten. Het op het vakgebied meest besproken werk van hem is Tsamen gesprek tussen een Favorlanger en Hollander Vreemdeling. Het is een onderdeel van het tweetalige Leerstukken ten gebruike der schoolen van 't Favorlangsch district dat hij schreef voor het onderricht in het christendom.
Van groot belang voor de studie van het inmiddels verdwenen Favorlangs is een Nederlands-Favorlangs woordenboek van Gijsbert Happart (ook wel Gilbertus Happartus), het Woordboek der Favorlangsche Taal. Het bestaat uit 2664 woorden. Het werd in 1839 door Wolter Robert van Hoëvell in de archieven van de kerkenraad van Batavia ontdekt. Van Hoëvell had geen idee over welke taal dit handelde of wie het geschreven zou hebben tot hij in contact kwam met de Britse zendeling Walter Henry Medhurst. Het was Medhurst die er achter kwam welke taal het was en tot de conclusie kwam dat Happart de auteur moest zijn. In een Engelse vertaling publiceerde Medhurst het werk in 1840.